# Kanton Saint-Pourçain-sur-Sioule
Saint-Pourçain-sur-Sioule is een kanton van het Franse departement Allier. Het kanton maakt deel uit van de arrondissementen Moulins (8) en Vichy (14).

## Gemeenten
Het kanton Saint-Pourçain-sur-Sioule omvatte tot 2014 de volgende 14 gemeenten:
- Bayet
- Bransat
- Cesset
- Contigny
- Laféline
- Loriges
- Louchy-Montfand
- Marcenat
- Monétay-sur-Allier
- Montord
- Paray-sous-Briailles
- Saint-Pourçain-sur-Sioule (hoofdplaats)
- Saulcet
- Verneuil-en-Bourbonnais

Na de herindeling van de kantons bij decreet van 27 februari 2014, met uitwerking op 22 maart 2015, omvat het kanton volgende gemeenten: 
- Bayet
- Billy
- Boucé
- Créchy
- Langy
- Loriges
- Louchy-Montfand
- Magnet
- Marcenat
- Montaigu-le-Blin
- Montoldre
- Montord
- Paray-sous-Briailles
- Rongères
- Saint-Félix
- Saint-Gérand-le-Puy
- Saint-Loup
- Saint-Pourçain-sur-Sioule
- Sanssat
- Saulcet
- Seuillet
- Varennes-sur-Allier